# توماس هاميلتون
توماس هاميلتون (بالإنجليزية: Thomas Hamilton)‏ (22 مارس 1872 بدندي في المملكة المتحدة - 17 أكتوبر 1942 في المملكة المتحدة) هو مدرب كرة قدم ولاعب كرة قدم بريطاني (وحمل سابقاً جنسية المملكة المتحدة لبريطانيا العظمى وأيرلندا) في مركز نصف الجناح. شارك مع منتخب اسكتلندا لكرة القدم. أما مع النوادي، فقد لعب مع نادي كيلمارنوك ونوتينغهام فورست وهورلفورد يونايتد ‏.

## وصلات خارجية
- توماس هاميلتون على موقع قاعدة بيانات كرة القدم.إي يو (الإنجليزية)
- توماس هاميلتون على موقع قاعدة بيانات كرة القدم.إي يو (الإنجليزية)